# Olympische Sommerspiele 2020/Radsport – Mountainbike (Männer)
Das Mountainbike-Rennen der Männer bei den Olympischen Spielen 2020 in Tokio fand am 26. Juli 2021 statt.
Der Wettbewerb wurde nach den Regeln für Cross-Country XCO ausgetragen. Austragungsort war der Izu Mountain Bike Course, in der gleichnamigen Stadt Izu, sein.

## Das Rennen
Es gingen 38 Starter aus 29 Nationen an den Start, von denen 33 in die Wertung kamen. Schon in der 1,3 Kilometer langen Startrunde schaffte es der Brite Thomas Pidcock, sich von der vierten Startreihe in die Spitzengruppe vorzuarbeiten. In dieser Startrunde stürzte der niederländische Mitfavorit Mathieu van der Poel; er blieb zunächst im Rennen, musste aber in der fünften Runde aufgeben. An der Spitze sorgte der Brasilianer Henrique Avancini für Tempo, fiel jedoch später zurück. In der dritten Runde übernahm Pidcock die Führung, verfolgt von den Schweizern Nino Schurter und Mathias Flückiger und dem Neuseeländer Anton Cooper. In der Runde darauf konnte sich Pidcock jedoch absetzen und das Rennen für sich entscheiden. Silber ging an Flückiger, der Olympiasieger von 2016, Nino Schurter, wurde Vierter. Der Österreicher Maximilian Foidl belegte Platz 17, die Deutschen Maximilian Brandl und Manuel Fumic Platz 21 sowie 28.

## Titelträger
| Olympiasieger | Nino Schurter | Rio de Janeiro 2016 |
| Weltmeister   | Jordan Sarrou | Leogang 2020        |

## Ergebnis
26. Juli 2021, 15:00 Uhr (8:00 MEZ)
| Platz | Name                 | Nation             | Zeit (h)    |
| ----- | -------------------- | ------------------ | ----------- |
| 1     | Thomas Pidcock       | Großbritannien     | 1:25:14 h   |
| 2     | Mathias Flückiger    | Schweiz            | + 0:20 min  |
| 3     | David Valero         | Spanien            | + 0:34 min  |
| 4     | Nino Schurter        | Schweiz            | + 0:42 min  |
| 5     | Victor Koretzky      | Frankreich         | + 0:46 min  |
| 6     | Anton Cooper         | Neuseeland         | + 0:46 min  |
| 7     | Vlad Dascălu         | Rumänien           | + 0:49 min  |
| 8     | Alan Hatherly        | Südafrika          | + 1:19 min  |
| 9     | Jordan Sarrou        | Frankreich         | + 1:36 min  |
| 10    | Milan Vader          | Niederlande        | + 2:07 min  |
| 11    | Anton Sinzow         | ROC                | + 2:27 min  |
| 12    | Filippo Colombo      | Schweiz            | + 2:50 min  |
| 13    | Henrique Avancini    | Brasilien          | + 2:55 min  |
| 14    | Christopher Blevins  | Vereinigte Staaten | + 2:59 min  |
| 15    | Jofre Cullell        | Spanien            | + 3:02 min  |
| 16    | Martín Vidaurre      | Chile              | + 3:19 min  |
| 17    | Maximilian Foidl     | Österreich         | + 3:31 min  |
| 18    | Jens Schuermans      | Belgien            | + 3:53 min  |
| 19    | Bartłomiej Wawak     | Polen              | + 3:56 min  |
| 20    | Gerhard Kerschbaumer | Italien            | + 4:34 min  |
| 21    | Maximilian Brandl    | Deutschland        | + 4:35 min  |
| 22    | Sebastian Carstensen | Dänemark           | + 5:14 min  |
| 23    | José Gerardo Ulloa   | Mexiko             | + 5:43 min  |
| 24    | Erik Haegstad        | Norwegen           | + 6:00 min  |
| 25    | Luca Braidot         | Italien            | + 6:16 min  |
| 26    | Peter Disera         | Kanada             | + 6:31 min  |
| 27    | Luiz Cocuzzi         | Brasilien          | + 7:07 min  |
| 28    | Manuel Fumic         | Deutschland        | + 7:14 min  |
| 29    | Kōhei Yamamoto       | Japan              | + 7:21 min  |
| 30    | Daniel McConnell     | Australien         | + 7:58 min  |
| 31    | Alex Miller          | Namibia            | + 9:12 min  |
| 32    | András Parti         | Ungarn             | + 10:19 min |
| 33    | Shlomi Haimy         | Israel             | + 11:44 min |
| 34    | Nadir Colledan       | Italien            | LAP         |
| 35    | Periklis Ilias       | Griechenland       | LAP         |
| 36    | Zhang Peng           | China              | LAP         |
| 37    | Ondřej Cink          | Tschechien         | DNF         |
| 38    | Mathieu van der Poel | Niederlande        | DNF         |